# 聖馬丁教堂 (布拉格)

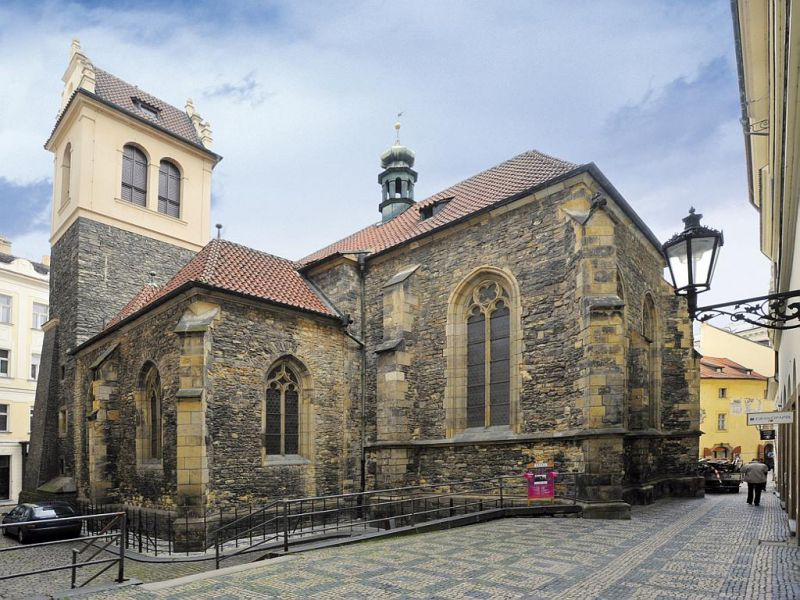
聖馬丁教堂外景

聖馬丁教堂（Church of St. Martin in the Wall）是捷克首都布拉格的一座教堂，修建於1178年至1187年。現在聖馬丁教堂是一座信義宗的教堂。

## 外部連結
- Street view
- Photos （页面存档备份，存于）
- Church of St. Martin in the Wall （页面存档备份，存于）
- Church of St. Martin in the Wall
- Church of St. Martin in the Wall （页面存档备份，存于）
- Church of St. Martin in the Wall （页面存档备份，存于）
- Churches in Prague

50°04′59″N 14°25′12″E / 50.0831°N 14.4200°E